# スペシャルズ
ザ・スペシャルズ (The Specials) は、イングランドの2トーンバンド。1970年代後半から活動を始める。2トーンスカと呼ばれるジャンルの代表的存在だったが、象徴的メンバーであるテリー・ホールが2022年に亡くなっている。

## 来歴
コヴェントリー出身の白人黒人混成バンド。前身はコヴェントリー・オートマティックス。リーダーはジェリー・ダマーズで、ジャマイカのダンサブルなスカやロックステディに、パンクのエネルギーと態度をミックスしたサウンドで人気を得た。
1979年5月、2トーン・レコードからデビューシングル「Gangsters」を発表。B面はザ・セレクターの「The Selecter」だった。同年10月、ダンディ・リヴィングストンのカバー曲「ルーディたちへのメッセージ」をセカンドシングルとして発表。同年同月、ファーストアルバム『The Specials』を発表。ファーストアルバムはエルヴィス・コステロがプロデューサーを務めた。
1980年1月、5曲入りのライブEP『Too Much Too Young』を発表。全英シングルチャート1位を記録した。同EPには、映画『ナバロンの要塞』のテーマ曲も収録されている。
全英1位に輝いた1981年のシングル「ゴースト・タウン」を最後に解散。ヴォーカルのテリー・ホールを中心とするファン・ボーイ・スリーと、リーダーのジェリー・ダマーズが率いるスペシャルAKAに別れた。その後、1992年にスペシャルズはレーベルメイトのザ・ビートと合体し、スペシャル・ビートとして活動した。
2009年、オリジナルメンバーで26年ぶりにサマーソニック出演のため来日した。
2022年12月19日、テリー・ホールが膵臓癌で63歳で死去したことをバンド側が公表した。彼らはホールの健康状態が悪化する前に、アメリカで新しいアルバムを録音する予定だった。

## 在籍したメンバー
- ジェリー・ダマーズ（Jerry Dammers） - オルガン
- テリー・ホール（Terry Hall） - ヴォーカル、作曲 ※2022年死去
- Lynval Golding - リズム・ギター
- Neville Staple - トースト、パーカション
- Roddy Byers - リード・ギター
- Horace Panter - ベース
- John Bradbury - ドラムス ※2015年死去
- Nik Torp - キーボード
- リコ・ロドリゲス（Rico Rodriguez） - トロンボーン ※2015年死去
- Jon Read - トランペット
- Adam Birch - トランペット
- Tim Smart - トロンボーン
- Drew Stansall - サックス、フルート

## ディスコグラフィ

### アルバム
- The Specials（英語版） (1979)
- More Specials (1980)
- In the Studio (1984)
- Today's Specials (1996)
- Guilty 'til Proved Innocent! (1998)
- Skinhead Girl (2000)
- Conquering Ruler (2001)

### シングル
- ギャングスターズ（1979年5月） - 全英6位
- ルーディたちへのメッセージ（1979年10月） - 全英10位
- ゴースト・タウン（1981年6月） - 全英1位